# Mariano Gonzalvo
Mariano Gonzalvo, más conocido como Gonzalvo III (Mollet del Vallés, España, 22 de enero de 1922 - Barcelona, España, 7 de abril de 2007) fue un futbolista español. Hermano menor de los también futbolistas Julio (Gonzalvo I) y José (Gonzalvo II), con quienes coincidió en el Real Zaragoza y el FC Barcelona.
Gonzalvo III está considerado uno de los mejores jugadores de la historia del FC Barcelona, donde fue el capitán del legendario equipo de las Cinco Copas.

## Trayectoria
Inició su carrera en el equipo de su localidad natal, el Mollet. En 1940 jugó en el CD Europa de Barcelona y esa misma temporada ya saltó al FC Barcelona para jugar con el equipo de aficionados. La siguiente campaña, la 1941/42, fue cedido al Real Zaragoza, de Segunda División, donde se encontró con sus dos hermanos, contribuyendo al ascenso del club aragonés a la máxima categoría, tras lograr el subcampeonato.
En 1942 regresó a Barcelona para formar parte del primer equipo, donde militaría durante 13 temporadas. Su debut con la camiseta azulgrana en la Primera División de España fue el 13 de diciembre de 1942 contra el Sevilla FC. Su paso por el equipo catalán coincidió con una de las épocas doradas del club, que en una década conquistó cinco Ligas, tres Copas de España y dos Copas europeas Latinas, entre otros títulos. En total, disputó 331 partidos y marcó 56 goles con la camiseta del Barcelona.
Su calidad despertó el interés de otros grandes clubes del momento, como el Torino Calcio, que en 1950 intentó ficharle con una oferta astronómica para la época -ocho millones de pesetas por tres temporadas-, sin embargo continuo en el FC Barcelona puesto que el presidente azulgrana, Agustí Montal, se negó al traspaso.
La temporada 1955-56 fue cedido a la UD Lérida, de Segunda División y un año después reforzó al filial del FC Barcelona, el Club Deportivo Condal, que esa temporada debutaba en la Primera División, tras lo cual colgó las botas.
En diciembre de 1962 el FC Barcelona le tributó un homenaje, junto a Gustau Biosca, con un partido ante el Peñarol.

## Selección nacional
Fue internacional con la Selección de fútbol de España en 16 encuentros, en los que anotó un gol. Su debut se produjo el 23 de junio de 1946, en un amistoso con Irlanda del Norte.
Integró el combinado nacional que terminó en cuarta posición en el Mundial de 1950. Titular en la media con Antonio Puchades, Gonzalvo III participó en cinco encuentros de la competición, disputada en Brasil.
El 17 de marzo de 1954 vistió por última vez la camiseta de España, en el histórico partido de clasificación para el Mundial de 1954, contra Turquía y que, tras finalizar en empate, supuso la eliminación española por sorteo.
A lo largo de su carrera también disputó tres encuentros amistosos con la Selección de fútbol de Cataluña.

### Participaciones en Copas del Mundo
| Mundial                        | Sede   | Resultado |
| ------------------------------ | ------ | --------- |
| Copa Mundial de Fútbol de 1950 | Brasil | Cuarta    |

## Clubes
|  | Club                        |  |  |  | País   | Año                 |
|  | --------------------------- |  |  |  | ------ | ------------------- |
|  | CE Europa Amateur CE Europa |  |  |  | España | 1938-1940 1940-1941 |
|  | FC Barcelona                |  |  |  | España | 1941                |
|  | Real Zaragoza               |  |  |  | España | 1941-1942           |
|  | FC Barcelona                |  |  |  | España | 1942-1955           |
|  | UE Lleida                   |  |  |  | España | 1955-1956           |
|  | CD Condal Figueres          |  |  |  | España | 1956-1957 1957-1959 |

## Palmarés

### Campeonatos nacionales
| Título                | Club         | País   | Año  |
| --------------------- | ------------ | ------ | ---- |
| Liga                  | FC Barcelona | España | 1945 |
| Copa de Oro           | FC Barcelona | España | 1945 |
| Liga                  | FC Barcelona | España | 1948 |
| Copa Eva Duarte       | FC Barcelona | España | 1948 |
| Liga                  | FC Barcelona | España | 1949 |
| Copa del Generalísimo | FC Barcelona | España | 1951 |
| Liga                  | FC Barcelona | España | 1952 |
| Copa del Generalísimo | FC Barcelona | España | 1952 |
| Copa Eva Duarte       | FC Barcelona | España | 1952 |
| Liga                  | FC Barcelona | España | 1953 |
| Copa del Generalísimo | FC Barcelona | España | 1953 |
| Copa Eva Duarte       | FC Barcelona | España | 1953 |

### Copas internacionales
| Título      | Club         | Sede   | Año  |
| ----------- | ------------ | ------ | ---- |
| Copa Latina | FC Barcelona | Madrid | 1949 |
| Copa Latina | FC Barcelona | París  | 1952 |